# Лобков, Дмитрий Владимирович
Дми́трий Владими́рович Лобко́в (род. 2 февраля 1981, Муром, Владимирская область) — российский конькобежец, заслуженный мастер спорта, член олимпийской сборной команды России по конькобежному спорту на Олимпиадах в Солт-Лейк-Сити, Турине, Ванкувере и Сочи. 
Победитель и призёр чемпионатов и кубков мира. 
Многократный абсолютный чемпион России. 
Обладатель трёх рекордов России: на 500 м, по сумме двух 500 м и в спринтерском многоборье.

## Биография
В юности занимался кикбоксингом, футболом, хоккеем, настольным теннисом. Играл за школу в баскетбол. Позднее стал бегать на коньках.
В сборной команде России с 1999 года. Выступает на чемпионатах мира с 2001 года.
Участник четырёх Олимпийских игр : ( Солт Лейк Сити 2002, Турин 2006, Ванкувер 2010, Сочи 2014). Лучшим результатом на Олимпиадах было 11-е место в забеге на 500 метров в Солт-Лейк-Сити в 2002 году. Провёл 240 стартов в Кубках Мира за спортивную карьеру. 25 раз был на подиуме, из них 6 раз выигрывал золото, 10 раз серебро, 9 раз бронзу.
В 2004 году в Сеуле(Корея) стал серебряным призёром на чемпионате мира по отдельным дистанциям на 500 м. 
В 2005 году на чемпионате мира по спринтерскому многоборью в Солт Лейк Сити (США) на дистанциях 500м был серебряным призёром в первый день соревнований и выиграл золото во второй день. 
В 2007 году на чемпионате мира по спринту в Хамаре(Норвегия)  становился серебряным и бронзовым призёром на дистанциях 500м.
Трижды призёр по сумме этапов Кубка мира, был вторым в 2004-м, третьим в 2005-м и 2008-м гг.
В 2012 году на этапе кубка мира в Солт Лейк Сити (США) по сумме 4-х спринтерских дистанции, Лобков побил рекорд России и совсем немного не дотянул до мирового рекорда Джереми Уотерспуна в спринтерском многоборье.
Выступал за ЦСК «Локомотив», ЦСКА, город Нижний Новгород.

## Личная жизнь
Женат на телеведущей Марианне Будцыной, у них двое детей — сын Иван (2010) и дочь Арина (2007).

## Спортивные достижения
- Чемпион России на дистанциях 500 м (2001, 2004), 1000 м (2004) и в спринтерском многоборье (2002—2005, 2011).
- Серебряный призёр чемпионата России (2001) в спринтерском многоборье.
- Серебряный призёр чемпионата мира (2004) на дистанции 500 м.
- Победитель и серебряный призёр Чемпионата мира по спринтерскому многоборью (2005) на дистанциях 500м.
- Серебряный и бронзовый призёр чемпионата мира по спринтерскому многоборью (2007) на дистанциях 500м.
- Серебряный (2004) и бронзовый (2005 и 2008) призёр по сумме этапов Кубков мира на дистанции 500 м.
- Победы на этапах Кубка мира на 500 м — одна в сезоне 2001/2002, две в сезоне 2004/2005, одна в сезоне 2008/2009, две в сезоне 2011/2012

| Соревнования/Сезоны                       | 2001 | 2002 | 2003 | 2004 | 2005 | 2006 | 2007 | 2008 | 2009 | 2010 | 2011 | 2012 | 2013 | 2014 |
| ----------------------------------------- | ---- | ---- | ---- | ---- | ---- | ---- | ---- | ---- | ---- | ---- | ---- | ---- | ---- | ---- |
| Зимние Олимпийские игры                   |      |      |      |      |      |      |      |      |      |      |      |      |      |      |
| 500 м                                     |      | 11   |      |      |      | 14   |      |      |      | 14   |      |      |      | 23   |
| 1000 м                                    |      | 28   |      |      |      | —    |      |      |      | 21   |      |      |      | 27   |
| Чемпионаты мира в спринте                 | 25   | 19   | 13   | 9    | 5    | —    | 4    | DNF  | 8    | 5    | 11   | 6    | 8    | —    |
| Чемпионаты мира на отдельных дистанциях   |      |      |      |      |      |      |      |      |      |      |      |      |      |      |
| 500 м                                     | 20   | —    | 9    | 2    | 6    | —    | 5    | 5    | 11   | —    | 5    | 8    | 6    |      |
| 1000 м                                    | —    | —    | 6    | 12   | 14   | —    | 10   | —    | —    | —    | DSQ  | 13   | 11   |      |
| Кубок мира                                |      |      |      |      |      |      |      |      |      |      |      |      |      |      |
| 100 м                                     |      |      |      |      |      |      | 17   | 14   | 18   |      |      |      |      |      |
| 500 м                                     | 23   | 6    | 7    | 2    | 3    | 23   | 6    | 3    | 8    | 13   | 9    | 10   | 12   | 9    |
| 1000 м                                    | 46   | 36   | 11   | 7    | 18   | 35   | 14   | 15   | 29   | 16   | 10   | 14   | 20   | 19   |
| Чемпионаты России в спринте               | 2    | 1    | 1    | 1    | 1    | 1    | 1    | 1    | 1    | 1    | 1    | 2    | 1    |      |
| Чемпионаты России на отдельных дистанциях |      |      |      |      |      |      |      |      |      |      |      |      |      |      |
| 500 м                                     |      |      |      | 1    |      |      | 1    | 1    | 1    | 1    | 1    | 3    | 1    | 1    |
| 1000 м                                    |      |      |      | 1    |      |      | 2    | 1    | 5    | 3    | 1    | 6    | 2    | 4    |

## Награды и звания
- Заслуженный мастер спорта России (15 декабря 2011)[3].

## Тренеры
- Первый тренер — М. В. Ломакин г. Муром
- Личный тренер — А. Н. Мишин г. Нижний Новгород